# Genista mingrelica
Genista mingrelica là một loài thực vật có hoa trong họ Đậu. Loài này được Albov miêu tả khoa học đầu tiên.